# Liste der Monuments historiques in Somme-Suippe
Die Liste der Monuments historiques in Somme-Suippe führt die Monuments historiques in der französischen Gemeinde Somme-Suippe auf.

## Liste der Objekte
| Bezeichnung                  | Beschreibung                                                                         | Standort                       | Kennzeichnung | Schutzstatus | Datum | Bild |
| ---------------------------- | ------------------------------------------------------------------------------------ | ------------------------------ | ------------- | ------------ | ----- | ---- |
| Orgel                        | Ensemble aus PM51001770 und PM51001771                                               | in der Kirche St-Pierre (Lage) | PM51001769    | Classé       | 1998  |      |
| Orgelprospekt                | um 1865 von Henri Jacquet gebaut                                                     | in der Kirche St-Pierre (Lage) | PM51001770    | Classé       | 1998  |      |
| Instrumentalteil der Orgel   | um 1865 von Henri Jacquet gebaut, nach 1945 vermutlich von Théodore Jacquot umgebaut | in der Kirche St-Pierre (Lage) | PM51001771    | Classé       | 1998  |      |
| Skulptur Petrus              | Holz, 18. Jahrhundert (im Bild ganz links)                                           | in der Kirche St-Pierre (Lage) | PM51002359    | Inscrit      | 1975  |      |
| Skulptur Johannes der Täufer | Holz, 18. Jahrhundert (im Bild ganz rechts)                                          | in der Kirche St-Pierre (Lage) | PM51002360    | Inscrit      | 1975  |      |
| Kreuzigungsgruppe            | Holz, 18. Jahrhundert                                                                | in der Kirche St-Pierre (Lage) | PM51002358    | Inscrit      | 1975  |      |